# O Cristo Cigano
O Cristo Cigano é o sétimo livro de poesia da escritora portuguesa Sophia de Mello Breyner, publicado originalmente em 1961.
Foi escrito sob influência de João Cabral de Mello Neto, poeta do Nordeste do Brasil. O universo temático abordado concentra-se, entre outros elementos, na religiosidade cristã.
A partir desta obra passou a integrar explicitamente na sua obra a denúncia poética da iniquidade, do abuso e da opressão.